# KGHM Dialog Polish Indoors 2006
Il KGHM Dialog Polish Indoors 2006 è stato un torneo di tennis facente parte della categoria ATP Challenger Series nell'ambito dell'ATP Challenger Series 2006. Il torneo si è giocato a Breslavia in Polonia dal 6 al 12 febbraio 2006 su campi in cemento indoor.

## Vincitori

### Singolare
Lukáš Dlouhý ha battuto in finale  Tomáš Zíb con il punteggio di 7–6(2), 2–6, 6–3

### Doppio
Mariusz Fyrstenberg /  Marcin Matkowski hanno battuto in finale  Lukáš Dlouhý /  Pavel Šnobel con il punteggio di 3–6, 6–1, [12-10]